# Remo nos Jogos Pan-Americanos de 2011 - Skiff duplo peso leve masculino
A competição do skiff duplo peso leve masculino foi um dos eventos do remo nos Jogos Pan-Americanos de 2011. Foi disputada na Pista de Remo e Canoagem, em Ciudad Guzmán, nos dias 15 e 18 de outubro.

## Calendário
Horário local (UTC-6).
| Data          | Horário | Fase          |
| ------------- | ------- | ------------- |
| 15 de outubro | 10:10   | Eliminatórias |
| 15 de outubro | 16:20   | Repescagem    |
| 18 de outubro | 09:00   | Final B       |
| 18 de outubro | 12:00   | Final A       |

## Medalhistas
| Ouro   | MEX Alan Armenta e Gerardo Sánchez |
| Prata  | CUB Yunior Pérez e Eyder Batista   |
| Bronze | CAN Travis King e Terence McKall   |

## Resultados

### Eliminatórias
Bateria 1
| Pos. | Remadores                           | País               | Tempo   | Obs. |
| ---- | ----------------------------------- | ------------------ | ------- | ---- |
| 1    | Alan Armenta e Gerardo Sánchez      | MEX México         | 6:34.20 | FA   |
| 2    | Robert Duff e Thomas Paradiso       | USA Estados Unidos | 6:45.14 | R    |
| 3    | Yunior Pérez e Eyder Batista        | CUB Cuba           | 6:47.44 | R    |
| 4    | Rodolfo Collazo e Emiliano Dumestre | URU Uruguai        | 6:50.29 | R    |
| 5    | Juan Álvarez e Francisco Chacón     | ESA El Salvador    | 7:08.12 | R    |
| 6    | Marco Azurmendi e Cristian Yantani  | CHI Chile          | 7:17.65 | R    |

Bateria 2
| Pos. | Remadores                     | País          | Tempo   | Obs. |
| ---- | ----------------------------- | ------------- | ------- | ---- |
| 1    | Travis King e Terence McKall  | CAN Canadá    | 6:33.82 | FA   |
| 2    | Ronaldo Vargas e Thiago Gomes | BRA Brasil    | 6:34.16 | R    |
| 3    | Mario Cejas e Miguel Mayol    | ARG Argentina | 6:56.42 | R    |
| 4    | Niko Kissic e Renzo León      | PER Peru      | 7:01.12 | R    |
| 5    | Wilton Tatum e Luis Aguilar   | HON Honduras  | 7:38.01 | R    |

### Repescagem
Repescagem 1
| Pos. | Remadores                           | País               | Tempo   | Obs. |
| ---- | ----------------------------------- | ------------------ | ------- | ---- |
| 1    | Robert Duff e Thomas Paradiso       | USA Estados Unidos | 6:44.44 | FA   |
| 2    | Mario Cejas e Miguel Mayol          | ARG Argentina      | 6:46.87 | FA   |
| 3    | Rodolfo Collazo e Emiliano Dumestre | URU Uruguai        | 6:51.25 | FB   |
| 4    | Marco Azurmendi e Cristian Yantani  | CHI Chile          | 7:06.29 | FB   |
| 5    | Wilton Tatum e Luis Aguilar         | HON Honduras       | 7:48.91 | FB   |

Repescagem 2
| Pos. | Remadores                       | País            | Tempo   | Obs. |
| ---- | ------------------------------- | --------------- | ------- | ---- |
| 1    | Yunior Pérez e Eyder Batista    | CUB Cuba        | 6:48.25 | FA   |
| 2    | Ronaldo Vargas e Thiago Gomes   | BRA Brasil      | 6:48.64 | FA   |
| 3    | Niko Kissic e Renzo León        | PER Peru        | 6:51.05 | FB   |
| 4    | Juan Álvarez e Francisco Chacón | ESA El Salvador | 6:53.80 | FB   |

### Final B
| Pos. | Remadores                           | País            | Tempo   | Obs. |
| ---- | ----------------------------------- | --------------- | ------- | ---- |
| 7    | Rodolfo Collazo e Emiliano Dumestre | URU Uruguai     | 6:44.89 |      |
| 8    | Niko Kissic e Renzo León            | PER Peru        | 6:47.82 |      |
| 9    | Juan Álvarez e Francisco Chacón     | ESA El Salvador | 6:49.47 |      |
| 10   | Marco Azurmendi e Cristian Yantani  | CHI Chile       | 6:54.37 |      |
| 11   | Wilton Tatum e Luis Aguilar         | HON Honduras    |         | DNS  |

### Final A
| Pos.              | Remadores                      | País               | Tempo   | Obs. |
| ----------------- | ------------------------------ | ------------------ | ------- | ---- |
| Medalha de ouro   | Alan Armenta e Gerardo Sánchez | MEX México         | 6:24.52 |      |
| Medalha de prata  | Yunior Pérez e Eyder Batista   | CUB Cuba           | 6:27.07 |      |
| Medalha de bronze | Travis King e Terence McKall   | CAN Canadá         | 6:29.27 |      |
| 4                 | Robert Duff e Thomas Paradiso  | USA Estados Unidos | 6:30.85 |      |
| 5                 | Ronaldo Vargas e Thiago Gomes  | BRA Brasil         | 6:35.60 |      |
| 6                 | Mario Cejas e Miguel Mayol     | ARG Argentina      | 6:36.79 |      |

### Remo
| S | Classificado(a) para as semifinais |    |                        | FA | Final A (disputa de medalhas) |  |  | FD | Final D (sem medalhas) |
| Q | Classificado(a) para as quartas    | FB | Final B (sem medalhas) | FE | Final E (sem medalhas)        |  |  |    |                        |
| R | Classificado(a) para a repescagem  | FC | Final C (sem medalhas) | FF | Final F (sem medalhas)        |  |  |    |                        |